# 20e gala Québec Cinéma
Le 20e gala Québec Cinéma, récompensant les films québécois sortis en 2017, se déroule le 3 juin 2018 à la Maison de Radio-Canada. La cérémonie est diffusée sur les ondes de ICI Radio-Canada Télé.

## Palmarès
Les lauréats sont indiqués ci-dessous en gras.

### Meilleur film
- Les Affamés
  - Boost
  - Chien de garde
  - La Petite Fille qui aimait trop les allumettes
  - Le Problème d'infiltration
  - Les Rois mongols
  - Tuktuq

### Meilleure réalisation
- Robin Aubert pour Les Affamés
  - Darren Curtis pour Boost
  - Sophie Dupuis pour Chien de garde
  - Robert Morin pour Le Problème d'infiltration
  - Luc Picard pour Les Rois mongols

### Meilleure scénario
- Nicole Bélanger pour Les Rois mongols
  - Darren Curtis pour Boost
  - Sophie Dupuis pour Chien de garde
  - Robert Morin pour Le Problème d'infiltration
  - Gabriel Sabourin pour C'est le cœur qui meurt en dernier

### Meilleure interprétation dans un premier rôle féminin
- Maude Guérin pour le rôle de Joe dans Chien de garde
  - Charlotte Aubin pour le rôle de Mathilde dans Isla Blanca
  - Mélissa Desormeaux-Poulin pour le rôle de Estelle Legrand dans Le Trip à trois
  - Denise Filiatrault pour le rôle de Mme Lapierre dans C'est le cœur qui meurt en dernier
  - Élise Guilbault pour le rôle de Monique Langevin dans Pour vivre ici

### Meilleure interprétation dans un premier rôle masculin
- Christian Bégin pour le rôle de Louis dans Le Problème d'infiltration
  - Jesse Camacho pour le rôle de Chris dans We're Still Together
  - Patrick Huard pour le rôle de David Bouchard dans Bon Cop, Bad Cop 2
  - Joey Klein pour le rôle de Bobby dans We're Still Together
  - Jean-Simon Leduc pour le rôle de JP dans Chien de garde

### Meilleure interprétation dans un second rôle féminin
- Brigitte Poupart pour le rôle de Céline dans Les Affamés
  - Isabelle Blais pour le rôle de Myriam dans Tadoussac
  - Sandra Dumaresq pour le rôle de Brigitte dans Le Problème d'infiltration
  - Micheline Lanctôt pour le rôle de Pauline dans Les Affamés
  - Karine Vanasse pour le rôle d'Isabelle dans Et au pire, on se mariera

### Meilleure interprétation dans un second rôle masculin
- Emmanuel Schwartz pour le rôle d'Étienne Maltais dans Hochelaga, terre des âmes
  - Jahmil French pour le rôle de Anthony dans Boost
  - Robert Morin pour le rôle du sous-ministre dans Tuktuq
  - Guy Thauvette pour le rôle du patient dans Le Problème d'infiltration
  - Anthony Therrien pour le rôle de Francis dans Charlotte a du fun

### Révélation de l’année
- Théodore Pellerin pour le rôle de Vincent dans Chien de garde
  - Romane Denis pour le rôle de Mégane dans Charlotte a du fun
  - Marine Johnson pour le rôle de la jeune fille dans La Petite Fille qui aimait trop les allumettes
  - Rose-Marie Perreault pour le rôle de Mag dans Les Faux Tatouages
  - Nabil Rajo pour le rôle de Hakeem Nour dans Boost

### Meilleure distribution des rôles
- Emanuelle Beaugrand-Champagne, Nathalie Boutrie et Frédérique Proulx pour Les Rois mongols
  - Maxime Giroux et Jonathan Oliveira pour Boost
  - Lucie Robitaille pour Charlotte a du fun

### Meilleure direction artistique
- François Séguin pour Hochelaga, terre des âmes
  - André-Line Beauparlant pour Le Problème d'infiltration
  - Guillaume Couture pour Les Rois mongols
  - Marjorie Rhéaume pour La Petite Fille qui aimait trop les allumettes
  - Jean-Marc Renaud pour Nous sommes les autres

### Meilleure direction de la photographie
- Nicolas Bolduc (en) pour Hochelaga, terre des âmes
  - Steve Asselin pour Pieds nus dans l'aube
  - Nicolas Canniccioni (en) pour La Petite Fille qui aimait trop les allumettes
  - François Dutil pour Les Rois mongols
  - Michel La Veaux pour Iqaluit

### Meilleur son
- Jean-Sébastien Beaudoin Gagnon, Stéphane Bergeron et Olivier Calvert pour Les Affamés
  - Jean-Sébastien Beaudoin Gagnon, Sylvain Bellemare et Hans Laitres pour All You Can Eat Bouddha – Le Meilleur des séjours
  - Martine C. Desmarais, Gavin Fernandes, Marie-Claude Gagné et Louis Gignac pour Bon Cop, Bad Cop 2
  - Claude Beaugrand, Bernard Gariépy Strobl et Claude La Haye pour Hochelaga, terre des âmes
  - Clovis Gouaillier, Philippe Lavigne et Patrice Leblanc pour La Petite Fille qui aimait trop les allumettes

### Meilleur montage
- Dominique Fortin pour Chien de garde 
  - Robin Aubert pour Tuktuq
  - Jared Curtis pour Boost
  - Aube Foglia pour La Petite Fille qui aimait trop les allumettes
  - Felipe Guerrero pour X Quinientos

### Meilleurs effets visuels
- Alchimie 24 - Jean-François Ferland pour Les Affamés
  - MELS - Alain Lachance pour Hochelaga, terre des âmes
  - MELS - Jonathan Piché Delorme, Alexandra Vaillancourt pour Nous sommes les autres
  - Alchimie 24 - Jean-François Ferland et Marie-Claude Fontaine pour Pieds nus dans l'aube
  - Alchimie 24 - Jean-François Ferland, Olivier Péloquin et Simon Harrisson pour Le Problème d'infiltration

### Meilleure musique originale
- Pierre-Philippe Côté pour Les Affamés
  - Michael Silver pour Boost
  - Patrice Dubuc, Gaëtan Gravel, Vincent Banville, Gregory Beaudin Kerr, Jonathan Quirion, Jean-François Ruel, Pierre Savu-Massé et Charles-André Vincelette pour Chien de garde
  - Gyan Riley et Terry Riley pour Hochelaga, terre des âmes
  - Bertrand Chénier pour Le Problème d'infiltration

### Meilleurs costumes
- Mario Davignon pour Hochelaga, terre des âmes
  - Julie Bécotte pour Nous sommes les autres
  - Josée Castonguay pour Pieds nus dans l'aube
  - Francesca Chamberland pour La Petite Fille qui aimait trop les allumettes
  - Brigitte Desrochers pour Les Rois mongols

### Meilleur maquillage
- Erik Gosselin et France Guy pour Les Affamés
  - Bruno Gatien pour All You Can Eat Bouddha – Le Meilleur des séjours
  - Kathryn Casault pour Hochelaga, terre des âmes
  - Marlène Rouleau pour Nous sommes les autres
  - Kathryn Casault et Stéphane Tessier pour Le Problème d'infiltration

### Meilleure coiffure
- Réjean Forget et Ann-Louise Landry pour Hochelaga, terre des âmes
  - Anne-Marie Lanza pour Nous sommes les autres
  - Nermin Grbic, Denis Parent et Marie Salvado pour La Petite Fille qui aimait trop les allumettes
  - Jean-Luc Lapierre et Denis Parent pour Les Rois mongols
  - Lina Fernanda Cadavid, Priscila de Villalobos, Aleli Mesina et Pamela Warren pour X Quinientos

### Meilleur long métrage documentaire
- La Résurrection d'Hassan
  - Destierros
  - Manic
  - La Part du diable
  - Sur la lune de nickel

### Meilleure direction de la photographie d'un long métrage documentaire
- François Messier-Rheault pour Ta peau si lisse
  - Benoît Aquin et Methieu Roy pour Les Dépossédés
  - Étienne Roussy pour Destierros
  - François Jacob, Vuk Stojanovic et Ilya Zima pour Sur la lune de nickel
  - Samuel de Chavigny pour Les Terres lointaines

### Meilleur montage d'un long métrage documentaire
- Anouk Deschênes pour Manic
  - Ariane Pétel-Despots pour Destierros
  - Michel Giroux pour La Part du diable
  - Sophie Farkas Bolla pour P.S. Jerusalem (en)
  - Lorenzo Mora et Carlo Guillermo Proto pour La Résurrection d'Hassan

### Meilleur court ou moyen métrage de fiction
- Pre-drink
  - Born in the Maelstrom
  - Crème de menthe
  - Lost Paradise Lost
  - The Catch

### Meilleur court ou moyen métrage d'animation
- Toutes les poupées ne pleurent pas
  - Avec ou sans soleil
  - La Maison du hérisson
  - Me, Baby & the Alligator
  - La Pureté de l'enfance

## Prix spéciaux

### Prix Hommage
- André Forcier

### Film s'étant le plus illustré à l'extérieur du Québec
- Les Affamés
  - All You Can Eat Bouddha – Le Meilleur des séjours
  - Ballerina
  - Hochelaga, terre des âmes
  - X Quinientos

### Prix du public
- Junior majeur
  - Ballerina
  - Bon Cop, Bad Cop 2
  - De père en flic 2
  - Le Trip à trois